# Kvillsfors
Kvillsfors is een plaats in de gemeentes Vetlanda (provincie Jönköpings län) en Hultsfred (provincie Kalmar län) in Zweden. De plaats heeft 560 inwoners (2005) en een oppervlakte van 94 hectare.

## Verkeer en vervoer
Bij de plaats loopt de Riksväg 47.
De plaats ligt aan een spoorlijn.

## Bevolkingsgroei
| 1980 | 1990 | 1995 | 2000 | 2005 | Bron                     |
| ---- | ---- | ---- | ---- | ---- | ------------------------ |
| 743  | 728  | 685  | 588  | 560  | Statistiska centralbyrån |